# Keräsjoki (rivier)
De Keräsjoki, aan het begin de Lapinjoki, is een rivier in het noorden van Zweden. De rivier komt door de landschappen Lapland en Norrbottens län. De monding van de Keräsjoki in de Botnische Golf bij Nikkala ligt minder dan 10 km ten westen van de monding van de Torne. De Torne is daar de grensrivier met Finland. De Keräsjoki is niet voor beroepsvaart geschikt en in de winter bijna altijd bevroren.
De rivier ontspringt in een moerasgebied rond het meer Koutojärvi en slingert zich tussen de heuvels Keräsvaara en Veittivaara naar het meer bewoonde zuiden van de gemeente Haparanda. Aan de rivier liggen alleen maar kleine dorpen: Keräsjänkkä, Kangas, Kattilasaari, Vittikko en Parviainen, Keräsjoki, Alatalo, Korva tot en met Nikkala, waar de Keräsjoki in de Botnische Golf uitmondt. De grootste zijrivier is de Vuomajoki van 22,5 kilometer lengte, die bij Kangas in de Keräsjoki komt. De Keräsjoki is ruim 65 km lang en heeft een stroomgebied van 427 km².